# Powellia breviseta
Powellia breviseta är en bladmossart som beskrevs av Bennard Otto van Zanten 1969. Powellia breviseta ingår i släktet Powellia och familjen Racopilaceae. Inga underarter finns listade i Catalogue of Life.